# Листи Великої Людини
Листи Великої Людини — американський науково-фантастичний драматичний фільм 2011 року, написаний і знятий Крістофером Мюнхом.

## Про фільм
Історія лісової істоти, відомої як Сасквоч, або Бігфут.
Співробітниці лісової служби Сара Сміт, яка відновлюється після невдалих стосунків, надходить пропозиція і вона погоджується на завдання вивчити дощову воду у віддаленій місцевості, зруйнованій лісовими пожежами. Сара, художниця та гідролог, вирушає на дослідження потоку на південному заході Орегону.
Під час подорожі цією екологічно різноманітною країною вона мимоволі виявляє, що спілкується з чоловіком-сасквочем, і виникає взаємна цікавість.
У міру того як їхня дружба розвивається, Сара повинна вжити сміливих кроків, щоб захистити його приватне життя, а також своє власне.

## Знімались
| Актор                   | Роль           |
| ----------------------- | -------------- |
| Лілі Рейб               | Сара           |
| Джейсон Батлер Гарнер   | Сін            |
| Айзек Сінглтон-молодший | Бігмен         |
| Фіона Дуріф             | Пенні          |
| Дон Мак-Манус           | старший лісник |
| Карен Блек              | знайома Шона   |

## Сприйняття
Фільм отримав 86 % рейтингу на «Rotten Tomatoes». Денніс Гарві з «Вараєті» надав негативну рецензію фільму, описавши його як «специфічний, розчаровуючий і дещо збентежений».